# Liste des cimetières d'Istanbul
Ceci est la liste des principaux cimetières d'Istanbul. Cette liste concerne la ville d'Istanbul (l'aire urbaine), non la province ou la métropole d'Istanbul.

## Liste
| Nom Localisation                                                                                       | Ouverture | Quartier           | District         | Rive | Confession  | Concessions    | Superficie | Photo |
| --- | --------- | ------------------ | ---------------- | ---- | ----------- | -------------- | ---------- | ----- |
| Cimetière militaire d'Edirnekapı Edirnekapı Şehitliği 41° 02′ 01,68″ N, 28° 55′ 58,8″ E                | 1453      | Edirnekapı         | Eyüp             | E    | militaire   | 10 000         | 10 000 m2  |       |
| Cimetière d'Aşiyan Aşiyan Mezarlığı 41° 04′ 57″ N, 29° 03′ 19″ E                                       | ?         | Bebek Rumelihisarı | Beşiktaş Sarıyer | E    | musulman    | 10 000         | 10 000 m2  |       |
| Cimetière protestant de FeriköyFeriköy Protestan Mezarlığı41° 03′ 11,88″ N, 28° 59′ 07,01″ E           | 1859      | Feriköy            | Şişli            | E    | protestante |                |            |       |
| Cimetière catholique de Pangaltı Pangaltı Fransız Latin Katolik Mezarlığı 41° 03′ 14″ N, 28° 59′ 02″ E | ?         | Feriköy            | Şişli            | E    | catholique  | 10 000         | 10 000 m2  |       |
| Cimetière de Zincirlikuyu Zincirlikuyu Mezarlığı 41° 04′ 30″ N, 29° 00′ 30″ E                          | ?         | Esentepe           | Şişli            | E    | musulman    | 10 000         | 10 000 m2  |       |
| Cimetière d'Eyüp Eyüp Mezarlığı 41° 03′ 03″ N, 28° 55′ 58″ E                                           | ?         | Eyüp Merkez        | Eyüp             | E    | musulman    | 10 000         | 10 000 m2  |       |
| Cimetière de Karacaahmet Karacaahmet Mezarlığı 41° 00′ 40″ N, 29° 01′ 34″ E                            | ?         | ?                  | Üsküdar          | A    | musulman    | env. 2 000 000 | 10 000 m2  |       |